# Calao des Célèbes
Rhabdotorrhinus exarhatus
Espèce
Statut de conservation UICN

 VU A4cd : Vulnérable
Le Calao des Célèbes (Rhabdotorrhinus exarhatus, anciennement Penelopides exarhatus) est une espèce d'oiseaux de la famille des Bucerotidae, endémique de l'Indonésie (Sulawesi).

## Taxinomie
À la suite de l'étude phylogénique de Gonzalez et al. (2013), le Congrès ornithologique international (dans sa version 4.4, 2014) déplace cette espèce depuis le genre Penelopides.

### Sous-espèces
D'après la classification de référence (version 5.1, 2015) du Congrès ornithologique international, cette espèce est constituée des deux sous-espèces suivantes (ordre phylogénique) :
- Rhabdotorrhinus exarhatus exarhatus (Temminck, 1823) ;
- Rhabdotorrhinus exarhatus sanfordi Stresemann, 1932.